# Land of Frost
Land of Frost es el primer demo realizado por la banda noruega de black metal, Darkthrone. Fue lanzado a la venta en marzo de 1988. Este el primer demo después de que la banda cambiara su nombre de Blackdeath a Darkthrone

## Lista de canciones
1. Land Of Frost 03:57
2. Winds Of Triton 01:53
3. Forest Of Darkness 04:32
4. Odyssey Of Freedom 03:26
5. Day Of The Dead 05:23

## Miembros
- Gylve (aka Fenriz) - batería y voz
- Ivar (aka Zephyrous) - guitarra
- Dag - bajo
- Anders - Guitarra (Canciones 2,3,5)